# Réserve de biosphère transfrontière
Une réserve de biosphère transfrontière (anglais : transboundary biosphere reserve) est une réserve de biosphère créée dans le cadre du programme sur l'homme et la biosphère de l'UNESCO et s'étendant sur le territoire d'au moins deux pays. L'objectif est de faciliter la coopération en matière de gestion durable d'écosystèmes frontaliers partagés à l'échelle d'une écozone ou d'une écorégion. Les réserves de biosphère transfrontières font l'objet d'un accord spécifique entre les parties concernées et sont gérées par un mécanisme de coordination qui varie selon les cas.

## Histoire
Les premières réserves de biosphère transfrontières ont été établies en 1992, l'une entre la Pologne et la Slovaquie (Tatras), la seconde entre la Pologne et la République tchèque (Monts des Géants (en)). Elles sont suivies, en 1998, de trois autres en Europe, respectivement entre la France et l'Allemagne (Vosges du Nord-Pfälzerwald), entre la Roumanie et l'Ukraine (delta du Danube) puis entre la Pologne, la Slovaquie et l'Ukraine (Carpates orientales)
La première réserve de biosphère intercontinentale a été créée en 2006 entre l'Espagne et le Maroc (Méditerranée), reliant ainsi deux pays séparés par une mer.

## Statistiques
En mai 2023, on compte 21 réserves de biosphère transfrontières, réparties sur 32 pays. La Pologne est le pays qui en compte le plus : cinq, suivie de l'Espagne et de l'Ukraine, quatre chacune.
3 de ces 21 réserves regroupent trois pays ; depuis 2021, la réserve de biosphère Mur-Drave-Danube (en) en réunit cinq.

## Liste des réserves de biosphère transfrontières
La liste suivante recense les réserves de biosphère existant en 2023.
| Réserve                                     | pays                                     | Création | Superficie (km²) | Notes |
| ------------------------------------------- | ---------------------------------------- | -------- | ---------------- | --- |
| Alpes Juliennes                             | Italie Slovénie                          | 2024     | 2 671            | Issue de la fusion des réserves de biosphère slovène (2003) et italienne (2019). |
| Carpates orientales                         | Pologne Slovaquie Ukraine                | 1998     | 2 081            | |
| Complexe W-Arly-Pendjari                    | Bénin Burkina Faso Niger                 | 2020     | 94 071           | |
| Delta du Danube                             | Roumanie Ukraine                         | 1998     | 7 322            | |
| Delta du fleuve Sénégal                     | Mauritanie Sénégal                       | 2005     | 6 418            | |
| Dépression lacustre d'Uvs                   | Mongolie Russie                          | 2021     | 22 421           | |
| Forêts de Paix                              | Équateur Pérou                           | 2017     | 16 170           | Regroupe la réserve péruvienne de Noroeste Amotapes-Manglares, créée en 1977, et la réserve équatorienne de Bosque Seco, créée en 2014 |
| Gerez-Xurés (es)                            | Espagne Portugal                         | 2009     | 2 597            | Regroupe le parc naturel espagnol Baixa Limia - Serra do Xurés (gl) et le parc national portugais de Peneda-Gerês |
| Grand Altaï                                 | Kazakhstan Russie                        | 2017     | 15 438           | |
| Kempen-Broek                                | Belgique Pays-Bas                        | 2024     | 264              | Première réserve de biosphère de Belgique. |
| La Selle - Jaragua-Bahoruco-Enriquillo (es) | Haïti République dominicaine             | 2017     | 6 088            | |
| Méditerranée                                | Espagne Maroc                            | 2006     | 9 072            | Première réserve intercontinentale |
| Mono                                        | Bénin Togo                               | 2017     | 3 463            | |
| Mont Elgon                                  | Kenya Ouganda                            | 2023     |                  | D'abord créée en 2003 dans la partie kenyane, elle devient transfrontière avec l'Ouganda depuis 2023. |
| Mont Viso                                   | France Italie                            | 2013     | 4 271            | |
| Monts des Géants (en) (Krkonoše/Karkonosze) | Pologne Tchéquie                         | 1992     | 714              | Regroupe le parc national polonais des Karkonosze et le parc national tchèque de Krkonoše |
| Mur-Drave-Danube (en)                       | Autriche Croatie Hongrie Serbie Slovénie | 2021     | 9 318            | Initialement restreinte à la Croatie et à la Hongrie en 2012, étendue à trois autres pays en 2021 par l'adjonction des réserves de biosphère de la basse vallée de la Mur (Autriche), de Bačko Podunavlje (sr) (Serbie) et de la Mur (Slovénie) |
| Ohrid-Prespa (en)                           | Albanie Macédoine du Nord                | 2014     | 4 462            | |
| Plateau ibérique (es)                       | Espagne Portugal                         | 2015     | 11 326           | |
| Polésie occidentale                         | Biélorussie Pologne Ukraine              | 2012     | 2 630            | Créée par fusion des réserves de biosphère de Chatsk en Ukraine, Polésie Pribouchki en Biélorussie et du parc national de Polésie en Pologne |
| Roztocze (en)                               | Pologne Ukraine                          | 2019     | 3 719            | La réserve est créée en 2011 du seul côté ukrainien, puis étendue à la Pologne en 2019 |
| Tage                                        | Espagne Portugal                         | 2016     | 4 283            | |
| Tatras                                      | Pologne Slovaquie                        | 1992     | 1 344            | Regroupe les parcs nationaux des Tatras, en Pologne et en Slovaquie |
| Vosges du Nord-Pfälzerwald                  | Allemagne France                         | 1998     | 3 018            | Créée par fusion des réserves de biosphère des Vosges du Nord, créée en 1989, et du Palatinat, créée en 1993 |